# Anopheles junlianensis
Anopheles junlianensis este o specie de țânțari din genul Anopheles, descrisă de Si Peng Lei în anul 1996.
Este endemică în Sichuan. Conform Catalogue of Life specia Anopheles junlianensis nu are subspecii cunoscute.